# Атанас Кешишев
Атанас Тодоров Кешишев е български революционер, одрински деец на Вътрешната македоно-одринска революционна организация.

## Биография
Роден е в 1880 година в лозенградското село Коджатарла, тогава в Османската империя. Присъединява се към ВМОРО още млад и влиза в четата на Лазар Маджаров и Янко Попов. Обикаля селата Тас Тепе, Кеширлик, Долна Канара, Горна Канара, Терзи дере и Долно и Горно Кадиево, като разнася оръжие и организира подготовката за въстание. Участва в сражението при Сърмашик и прогонването на османските части, обградили българската чета. Взима участие в Илинденско-Преображенското въстание през лятото на 1903 година.
След потушаването на въстанието се завръща в селото си, но поради това, че то е опожарено от османската войска и от страх от преследвания от властите, Кешишев се изселва в Свободна България и се заселва в село Кайбилар, Елховско, а после се преселва в село Белоградец, Новопазарска околия.
На 15 април 1943 година, като жител на Белоградец, подава молба за българска народна пенсия, която е одобрена и пенсията е отпусната от Министерския съвет на Царство България.